# Риверсайд (Калифорния)
Ри́версайд (англ. Riverside) — город в округе Риверсайд штата Калифорния в США.

## История
Риверсайд был основан в начале 1870 года рядом с рекой Санта-Ана.
Дважды (1955, 1998) город был награждён премией «All-America City Award» (с англ. — «Всеамериканский город») присуждаемой Национальной гражданской лигой, которую неофициально называют «Нобелевской премией за конструктивное гражданство» и которая выдается за активную гражданскую позицию жителей некорпоративных сообществ Соединённых Штатов в жизни местного самоуправления.

## География
Площадь города Риверсайд составляет 211,19 км². Высота центра города — 252 м. Риверсайд окружают горы: как крупные, так и маленькие, из-за которых приходит зимний ветер.

### Климат
В Риверсайде преобладает средиземноморский климат c сухой и жаркой погодой — летом, и периодично влажной — зимой. Температура летом иногда превышает 35°С. Редко температура зимой опускается ниже −5°С.
| Показатель                                                                | Янв. | Фев. | Март | Апр. | Май  | Июнь | Июль | Авг. | Сен. | Окт. | Нояб. | Дек. | Год  |
| ------------------------------------------------------------------------- | ---- | ---- | ---- | ---- | ---- | ---- | ---- | ---- | ---- | ---- | ----- | ---- | ---- |
| Абсолютный максимум, °C                                                   | 34   | 34   | 39   | 41   | 43   | 48   | 48   | 45   | 47   | 43   | 38    | 34   | 48   |
| Средний суточный максимум, °C                                             | 19,8 | 19,9 | 22,3 | 24,4 | 26,6 | 30,4 | 34,1 | 34,9 | 32,9 | 28,2 | 23,6  | 19,3 | 26,4 |
| Средний суточный минимум, °C                                              | 6,4  | 7,1  | 8,3  | 10,0 | 12,9 | 15,2 | 17,7 | 18,2 | 16,6 | 12,9 | 8,6   | 6,0  | 11,7 |
| Абсолютный минимум, °C                                                    | −8   | −4   | −4   | −2   | 1    | 2    | 5    | 4    | 3    | −1   | −5    | −6   | −8   |
| Среднее число дней с осадками                                             | 5    | 7    | 5    | 4    | 2    | 0    | 1    | 1    | 1    | 2    | 4     | 5    | 35   |
| Норма осадков, мм                                                         | 58   | 61   | 31   | 14   | 5    | 1    | 3    | 1    | 3    | 8    | 14    | 38   | 238  |
| Источник: Национальное управление океанических и атмосферных исследований |      |      |      |      |      |      |      |      |      |      |       |      |      |

## Культура

### Музеи
- Этимологический научно-исследовательский музей в университете Калифорнии
- Индейский музей Шермана в Шерманской индийской школе
- Художественный музей Риверсайда
- Международный автомобильный музей Риверсайда
- Музей фотографии расположен в университете Калифорнии

### Фестивали и мероприятия
- Фестиваль огней проходит в центре города в октябре. На празднестве можно увидеть фейерверки, музыкантов с «живой» музыкой, знаменитостей.
- Фестиваль деревьев, проводимый в конференц-центре города Риверсайд. Проводится каждый год с 1990 года. Мероприятие направлено для сбора средств Регионального медицинского центра для детей, включая новорожденных и воспитанных в неблагоприятных семьях.
- Февральский фестиваль Диккенса. Проводится с целью укрепления отношений жителей и общества округа Риверсайд и Южной Калифорнии.
- Авиа-шоу Риверсайда. Проходит в марте в международном аэропорту города.
- Риверсайдовский международный кинофестиваль состоится в апреле. Здесь показываются фильмы со всей планеты.

## Образовательные учреждения

### Колледжи и университеты
- Сити-колледж Риверсайда;
- Калифорнийская академия права;
- Университет Ла-Сьерра;
- Университет Риверсайда, Калифорния.

### Средние школы
- Средняя школа Арлингтон;
- Средняя школа Мартина Лютер Кинга;
- Средняя школа Рамона;
- Политехническая средняя школа.

## Города-побратимы
Ниже приведён список городов-побратимов Риверсайда:
- Куаутла (исп. Cuautla), Мексика;
- Энсенада, Мексика;
- Сендай (яп. 仙台市), Япония;
- Хайдарабад (хинди हैदराबाद, англ. Hyderabad, телугу హైదరాబాదు), Индия;
- Цзянмынь (кит. упр. 江門, пиньинь Jiāngmén), КНР;
- Каннамгу, Республика Корея;
- Обуаси, Гана;
- Эрланген, Германия.